# Rino (Sonico)
Rino is een plaats (frazione) in de Italiaanse gemeente Sonico.